# تيسير النوراني
تيسير الطيب النوراني (28 أبريل 1965 -) وزيرة العمل والتنمية الاجتماعية في السودان منذ فبراير 2021.

## التعليم
درست في جامعة القاهرة فرع الخرطوم ” النيلين حالياً” بكالريوس ادراة أعمال درست أيضاً بجامعة السودان للعلوم والتكنلوجيا  الدبلوم العالي دراسات المرأة والتنمية درست في جامعة الأحفاد ماجستير دراسات النوع والتنمية

## الخبرات
عملت النوراني مع عدد من المنظمات الوطنية والدولية والتي تلقي الضوء على الواقع وتستكشف المواقف المتغيرة وأنماط الاندماج السياسي للمجتمعات المحلية والمجموعات المحرومة خاصة النساء.

## الأوساط الاكاديمية والإدارة والتدريب
اشرفت النوراني وقامت بعدد من التدريبات في مجال المفاهيم السياسية في النوع الإجتماعي والتنمية، الأمن الإنساني والتعايش السلمي، المشروعات الصغيرة والتسويق الفعال، إدارة الحسابات ومسك الدفاتر-تدريب المنظمات القاعدية لٌدارة المجتمعية في منطقة الميرم بولاية غرب كردفان – مركز بادية بالتعاون مع برنامج الأمم المتحدة الإنمائي – ديسمبر 2015.

## وزير العمل والتنمية الاجتماعي
في أوائل فبراير2021، أصبحت تيسيرالنوراني وزير العمل السوداني والتنمية الاجتماعية في مجلس الوزراء الانتقالي لرئيس الوزراء عبد الله حمدوك، خلال الانتقال السوداني إلى الديمقراطية عام 2021.

## البحوث الميدانيه
عملت ضمن فريق جمع المعلومات لتحليل النوع الاجتماعي في ولايات كردفان الثلاث (شمال-جنوب-غرب) – منظمة الساحل سودان – يوليو 2018